# Stamnodes albida
Stamnodes albida är en fjärilsart som beskrevs av Barnes och Mcdunnough 1912. Stamnodes albida ingår i släktet Stamnodes och familjen mätare. Inga underarter finns listade i Catalogue of Life.